# Treviicos
 (juillet 2025).
Motif : Quel intérêt alors qu'il existe déjà l'article TreviGroup ?
- Archive Wikiwix
- Bing
- Cairn
- DuckDuckGo
- E. Universalis
- Gallica
- Google
- G. Books
- G. News
- G. Scholar
- Persée
- Qwant
- (zh) Baidu
- (ru) Yandex
- (wd) trouver des œuvres sur Wikidata

| 1. | Préciser le motif de la pose du bandeau. | Précisez le motif de la pose du bandeau en utilisant la syntaxe suivante : {{admissibilité à vérifier\|date=juillet 2025\|motif=remplacez ce texte par le motif}}              |
| 2. | Informer les utilisateurs concernés.     | Pensez à avertir le créateur de l'article, par exemple, en insérant le code ci-dessous sur sa page de discussion : {{subst:avertissement admissibilité à vérifier\|Treviicos}} |

Treviicos Corporation est la filiale américaine du groupe italien de travaux publics spécialiste des fondations spéciales TreviGroup, leader mondial de cette spécialité. Son siège social est situé à Charleston dans le centre de la Caroline du Sud. 
La société, créée en 1964 sous le nom Icos Corporation a été rachetée en 1997 par le groupe italien TreviGroup et a donné naissance à Treviicos Corporation. Ses activités sont la réalisation de travaux utilisant des procédés géotechniques pointus, de fondations spéciales, de travaux souterrains, d'amélioration et de consolidation des sols en intervenant comme un general contractor, titulaire d'un lot de travaux en entreprises séparées ou en sous-traitance. 
La société intervient uniquement sur le continent nord-américain.
La société Treviicos appartient au groupe TreviGroup qui est présent dans plusieurs secteurs d'activités :
- Trevi Fondazioni : réalisation des fondations spéciales pour de grands ouvrages : routes, autoroutes, ponts, tunnels, voies ferrées, centrales électriques..., (cœur de métier de la société, leader mondial),
- Trevi Oil & Gas : réalisation de forages pour la recherche et l'exploitation des ressources naturelles en sous-sol (hydrocarbures, eau, gaz, , etc.,
- Trevi Energy SpA : filiale spécialisée dans les énergies renouvelables, éoliennes terrestres et maritimes.
- Trevi SpA : bureau d'études spécialisé dans l'ingénierie du sous sol,
- Soilmec SpA : constructeur de machines de perforation du sol pour la réalisation de pieux de fondation, parois enterrées, etc.
- Drillmec SpA : constructeur de machines de perforation du sol pour la recherche de ressources en sous-sol, pétrole, eau, gaz...,
- Petreven SpA : entreprise de réalisation de forages dans le sol pour l'industrie pétrolière et le puisage d'eau.
- Trevi Energy : general contrator dans les énergies renouvelables, énergie éolienne notamment.

TreviGroup est une société cotée à la bourse de Milan depuis juillet 1999. Le groupe a obtenu les certifications UNI-EN ISO 9001, 14001 et OHSAS 18001.